# Cadillac Turns
Cadillac Turns ist ein Jazzalbum von Charles Rumback mit Jim Baker, James Singleton und Greg Ward. Die am 7. September 2017 im Rahmen des Instigation Festival im Chicagoer Veranstaltungsort Constellation entstandenen Aufnahmen erschienen am 22. März 2019 auf Monofonus Press in Kooperation mit Astral Spirits.

## Hintergrund

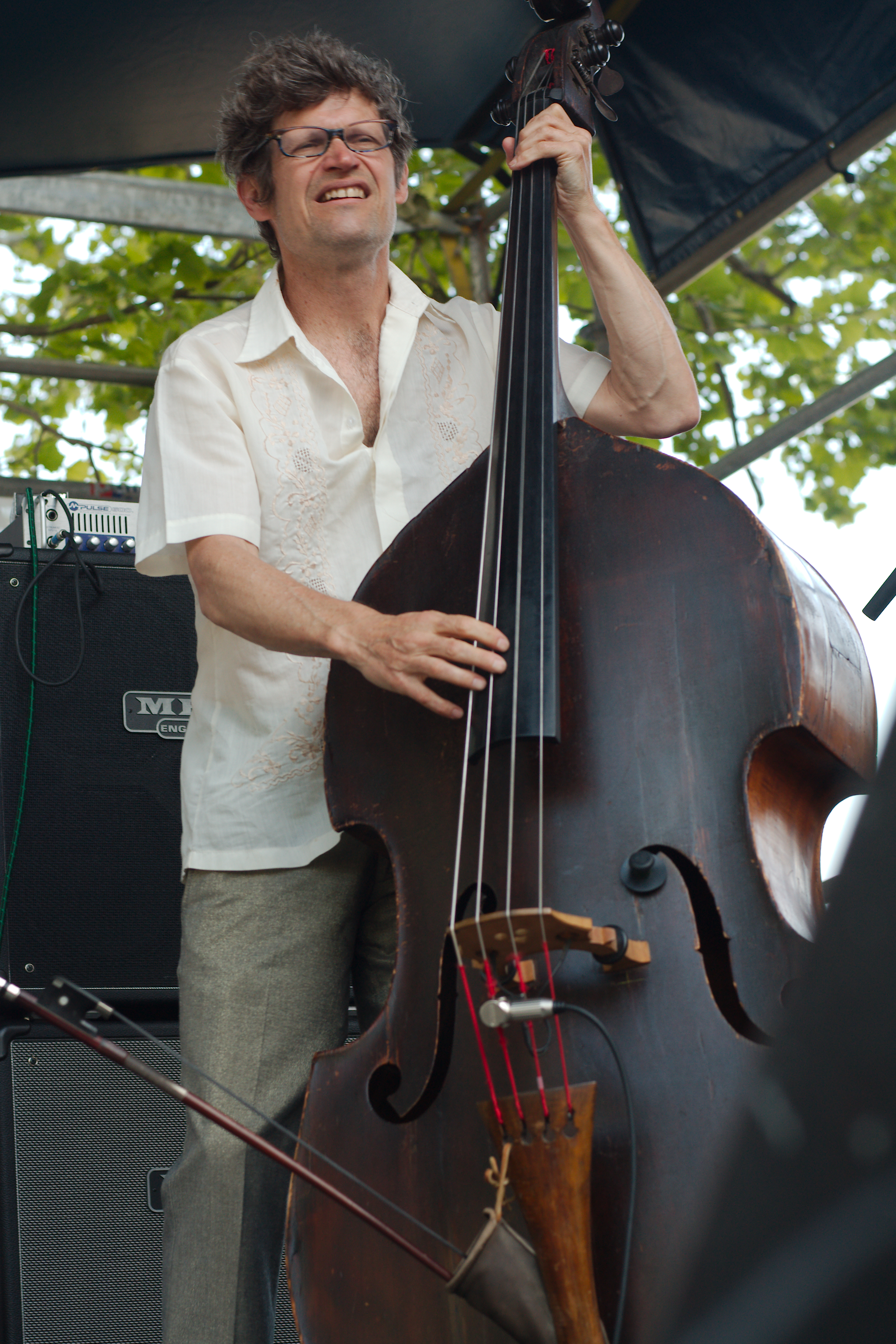
James Singleton (2013)

Das Instigation Festival fand 2017 zum zweiten Mal statt. Dort war als Eröffnungskonzert für den 7. September 2017 das Trio von Charles Rumback mit James Singleton angekündigt. Tatsächlich trat der Schlagzeuger Charles Rumback aber dort in einem speziellen Quartett auf, mit James Singleton am Bass und Greg Ward am Altsaxophon und erneut mit Jim Baker am Piano. In dieser Konstellation hatte er noch nie zuvor gespielt.
Dieser Auftritt, der zu Cadillac Turns führte, bestand aus fünf längeren Stücken und wurde, wie seine beiden vorherigen Veröffentlichungen, live im Chicagoer Veranstaltungsort Constellation aufgezeichnet. Es besteht aus vier von Rumbacks Kompositionen und „Equipoise“ des Pianisten Stanley Cowell, dem Bonustrack der digitalen Ausgabe des Albums. Sie enthalten Material, das Rumback im Laufe der Jahre verfeinert hat, wie zum Beispiel „Salt Lines“ und „Too Toney“, die beide bereits auf dem Vorgängeralbum Threes zu finden sind.

## Titelliste
- Charles Rumback: Cadillac Turns (Monofonus Press MF201, Astral Spirits AS097)[3]

1. Dragons in Denver 14:43
2. Salt Lines / Storybook Skyline 21:34
3. Convulsive 9:29
4. Too Toney 8:54
5. Equipoise (Stanley Cowell) 9:39 (Bonus Track)

Wenn nicht anders vermerkt, stammen die Kompositionen von Charles Rumback.

## Rezeption
Laut Jazziz stellt das Album Charles Rumbacks künstlerische Entwicklung hervorragend dar.
Rumback habe sein melodisches Gespür auf einer Reihe hervorragender Platten kultiviert, meinte Troy Dostert in All About Jazz. Bereits seine Veröffentlichung Threes (2017) sei dafür ein typisches Beispiel gewesen, mit viel Energie, aber abgemildert mit genau der richtigen Portion Gefühl zu agieren; Cadillac Turns sei da ähnlich, allerdings im Quartettformat. Eine Sache, die bei dieser Gruppierung sofort deutlich werde, sei dass die Beteiligung von Ward die lyrischen Aspekte von Rumbacks Stücken noch stärker hervorhebe. Seine schöne Rubato-Eröffnung bei „Dragons in Denver“ finde den emotionalen Kern des Themas, bevor Rumback den Groove in Gang bringe. Mit fast 15 Minuten sei es das ideale Mittel, um allen vier Spielern die Möglichkeit zu geben, ihre kollektive Synergie zu finden. „Equipoise“ bilde dann den idealen Abschluss des Albums und verdeutliche einmal mehr die ausgewogene Harmonie der Interessen, die dem Quartett seine Identität verleihe, wobei jeder Spieler mit Beiträgen, die nahtlos und sympathetisch ineinander übergehen, zum Ganzen beitrage.